# Jhabua (distrikt)
Jhābua är ett distrikt i Indien.   Det ligger i delstaten Madhya Pradesh, i den centrala delen av landet, 700 km söder om huvudstaden New Delhi. Antalet invånare är 1 025 048.
Följande samhällen finns i Jhābua:
- Jhābua
- Thāndla
- Petlāwad
- Rānapur
- Bāmnia